# Ямьяды
Ямьяды (баш. Ямъяҙы) — деревня в Янаульском районе Республики Башкортостан Российской Федерации. Входит в состав Орловского сельсовета. 

## География

### Географическое положение
Расстояние до:
- районного центра (Янаул): 32 км,
- центра сельсовета (Орловка): 2 км,
- ближайшей ж/д станции (Янаул): 32 км.

## История
В 1896 году упоминается выселок Ямъяды Кызылъяровской волости VII стана Бирского уезда Уфимской губернии, в котором имелось 20 дворов и 104 жителя (49 мужчин и 55 женщин).
В 1920 году в деревне той же волости по официальным данным было 29 дворов и 157 жителей (82 мужчины, 75 женщин), по данным подворного подсчета — 163 жителя (все татары) в 31 хозяйстве.
В 1926 году деревня относилась к Краснохолмской волости Бирского кантона Башкирской АССР.
Во время Великой Отечественной войны действовал колхоз «Восток».
В 1982 году население — около 110 человек.
В 1989 году — 75 человек (31 мужчина, 44 женщины).
В 2002 году — 61 человек (26 мужчин, 35 женщин), татары (39 %) и башкиры (39 %).
В 2010 году — 43 человека (14 мужчин, 29 женщин).

## Население
| 2002 | 2009 | 2010 |
| ---- | ---- | ---- |
| 61   | ↘57  | ↘43  |